# Alchemilla orthotricha
Alchemilla orthotricha är en rosväxtart som beskrevs av Werner Hugo Paul Rothmaler. Alchemilla orthotricha ingår i släktet daggkåpor, och familjen rosväxter. Inga underarter finns listade i Catalogue of Life.